# Club León
A Club León egy mexikói labdarúgócsapat, amely jelenleg az első osztályú bajnokságban szerepel. Otthona a Guanajuato államban található nagyváros, León de los Aldama. A csapat 8-szoros bajnok és 5-szörös kupagyőztes.

## Története
A csapat 1944. augusztus 20-án jött létre Unión-León néven a Selección de Guanajuato és az Unión de Curtidores egyesülésével. Az 1943-ban létrejött professzionális bajnokság második évadjában, az 1944–1945-ösben már meg is kezdték szereplésüket. Első mérkőzésüket az akkor nagy klubnak számító Atlante ellen játszották, és mindjárt győztek is, méghozzá 5–3 arányban.
A következő években egyre jobban szerepelt a csapat, 1947-ben már a második helyet szerezték meg a bajnokságban, egyetlen ponttal lemaradva az első helyről. 1948-ban pedig megszerezték első bajnoki címüket is, majd a következő évben megismételték ezt a sikert. 1952-ben és 1956-ban érkezett a harmadik és a negyedik aranyérem, ezután viszont a León hanyatlásnak indult. 1987-ben a másodosztályba is kiestek, viszont két év múlva már vissza is jutottak az első osztályba, sőt, ott 1992-ben ismét bajnokok lettek. Ezután 2002-ben újabb kiesés következett, amit követően hosszabb időt töltöttek az alacsonyabb osztályban: csak 2012-ben sikerült a visszajutás. Ekkor azonban rövid időn belül újra felértek a csúcsra, sőt kétszer is egymás után: a 2013-as Apertura bajnokság döntőjében a címvédő Américát legyőzve megszerezték 6. bajnoki címüket is, majd a 2014-es Clausurát is megnyerték, a döntőben a Pachucát verve. A 2020-as Apertura szezonban mind az alapszakaszt, mind a rájátszást megnyerték, így nyolcadszor is bajnokok lettek.

## Bajnoki eredményei
A csapat első osztályú szereplése során az alábbi eredményeket érte el:

### A régi rendszerben
| Év        | Helyezés |
| --------- | -------- |
| 1944–1945 | 4. hely  |
| 1945–1946 | 4. hely  |
| 1946–1947 | 2. hely  |
| 1947–1948 | Bajnok   |
| 1948–1949 | Bajnok   |
| 1949–1950 | 3. hely  |
| 1950–1951 | 4. hely  |
| 1951–1952 | Bajnok   |
| 1952–1953 | 3. hely  |
| 1953–1954 | 8. hely  |
| 1954–1955 | 4. hely  |
| 1955–1956 | Bajnok   |
| 1956–1957 | 3. hely  |
| 1957–1958 | 5. hely  |
| 1958–1959 | 2. hely  |
| 1959–1960 | 4. hely  |
| 1960–1961 | 5. hely  |
| 1961–1962 | 5. hely  |
| 1962–1963 | 9. hely  |
| 1963–1964 | 9. hely  |
| 1964–1965 | 7. hely  |
| 1965–1966 | 9. hely  |
| 1966–1967 | 5. hely  |
| 1967–1968 | 5. hely  |
| 1968–1969 | 7. hely  |
| 1969–1970 | 7. hely  |

### A rájátszásos rendszerben
| Év            | Alapszakasz-helyezés                                                          | Eredmény a rájátszásban |
| ------------- | ----------------------------------------------------------------------------- | ----------------------- |
| México 1970   | 8. hely                                                                       | 3. hely                 |
| 1970–1971     | 4. hely                                                                       |                         |
| 1971–1972     | 6. hely                                                                       |                         |
| 1972–1973     | 2. hely                                                                       | 2. hely                 |
| 1973–1974     | 4. hely                                                                       |                         |
| 1974–1975     | 1. hely                                                                       | 2. hely                 |
| 1975–1976     | 3. hely                                                                       | Negyeddöntős            |
| 1976–1977     | 8. hely                                                                       |                         |
| 1977–1978     | 11. hely                                                                      |                         |
| 1978–1979     | 17. hely                                                                      |                         |
| 1979–1980     | 17. hely                                                                      |                         |
| 1980–1981     | 18. hely                                                                      |                         |
| 1981–1982     | 18. hely                                                                      |                         |
| 1982–1983     | 10. hely                                                                      |                         |
| 1983–1984     | 16. hely                                                                      |                         |
| 1984–1985     | 8. hely                                                                       | Elődöntős               |
| Prode 1985    | 15. hely                                                                      |                         |
| México 1986   | 18. hely                                                                      |                         |
| 1986–1987     | 20. hely                                                                      |                         |
| 1990–1991     | 6. hely                                                                       |                         |
| 1991–1992     | 4. hely                                                                       | Bajnok                  |
| 1992–1993     | 2. hely                                                                       | Elődöntős               |
| 1993–1994     | 12. hely                                                                      |                         |
| 1994–1995     | 14. hely                                                                      |                         |
| 1995–1996     | 7. hely                                                                       |                         |
| 1996 tél      | 9. hely                                                                       |                         |
| 1997 nyár     | 10. hely                                                                      |                         |
| 1997 tél      | 1. hely                                                                       | 2. hely                 |
| 1998 nyár     | 16. hely                                                                      |                         |
| 1998 tél      | 15. hely                                                                      |                         |
| 1999 nyár     | 16. hely                                                                      |                         |
| 1999 tél      | 16. hely                                                                      |                         |
| 2000 nyár     | 17. hely                                                                      |                         |
| 2000 tél      | 14. hely                                                                      |                         |
| 2001 nyár     | 9. hely                                                                       | Negyeddöntős            |
| 2001 tél      | 17. hely                                                                      |                         |
| 2002 nyár     | 19. hely                                                                      |                         |
| 2012 Apertura | 3. hely                                                                       | Elődöntős               |
| 2013 Clausura | 15. hely                                                                      |                         |
| 2013 Apertura | 3. hely                                                                       | Bajnok                  |
| 2014 Clausura | 8. hely                                                                       | Bajnok                  |
| 2014 Apertura | 10. hely                                                                      |                         |
| 2015 Clausura | 17. hely                                                                      |                         |
| 2015 Apertura | 3. hely                                                                       | Negyeddöntős            |
| 2016 Clausura | 3. hely                                                                       | Elődöntős               |
| 2016 Apertura | 8. hely                                                                       | Elődöntős               |
| 2017 Clausura | 14. hely                                                                      |                         |
| 2017 Apertura | 7. hely                                                                       | Negyeddöntős            |
| 2018 Clausura | 13. hely                                                                      |                         |
| 2018 Apertura | 14. hely                                                                      |                         |
| 2019 Clausura | 1. hely                                                                       | 2. hely                 |
| 2019 Apertura | 2. hely                                                                       | Negyeddöntős            |
| 2020 Clausura | 2. hely Nem hivatalos eredmény, mivel a bajnokságot 10 forduló után törölték. |                         |
| 2020 Apertura | 1. hely                                                                       | Bajnok                  |
| 2021 Clausura | 6. hely                                                                       |                         |
| 2021 Apertura | 3. hely                                                                       | 2. hely                 |
| 2022 Clausura | 13. hely                                                                      |                         |
| 2022 Apertura | 10. hely                                                                      |                         |
| 2023 Clausura | 6. hely                                                                       |                         |
| 2023 Apertura | 8. hely                                                                       | Negyeddöntős            |
| 2024 Clausura | 11. hely                                                                      |                         |

## Stadion
A csapat otthona az 1967. február 1-én felavatott Estadio León, melyet régebben Estadio Nou Campnak is neveztek. Itt rendezték az 1970-es és az 1986-os labdarúgó-világbajnokság több mérkőzését is. Nézőterének befogadóképessége: 33 943 néző.

## A csapat becenevei
Mivel León város nevének jelentése oroszlán, ezért kézenfekvő volt, hogy a Club Leónt is Az Oroszlán (El León) vagy A Fenevad (La Fiera) néven emlegessék. A zöld–fehér színösszeállítás miatt gyakran nevezik őket Esmeraldasnak, vagyis Smaragdoknak (vagy Smaragdzöldeknek). A Panzas Verdes, vagyis Zöld Hasak vagy Zöldhasúak becenév (melyet nem csak a csapatra, hanem León összes lakójára mondanak) eredetéről biztosat nem lehet mondani, többféle magyarázatot adnak rá az emberek: Az első magyarázat az, hogy a városban elő tímárok a bőr kikészítése során hasi részüket zölddel maszatolták össze, a másik magyarázat pedig az, hogy a helyi salátaárusok kötényükben szállították az árut és ez hagyott zöld foltot a kötényük hastájékán.